# Рајко Перушек
Перушек Рајко (Љубљана, 1854 — 1917) словеначки књижевник, филолог и преводилац. Први превео Горски вијенац на словеначки језик.